# Borynicze (stacja kolejowa)
Borynicze (ukr. Бориничі, ros. Борыничи) – stacja kolejowa w miejscowości Borynicze, w rejonie stryjskim, w obwodzie lwowskim, na Ukrainie. Położona jest na linii Lwów – Czerniowce.
Stacja powstała w XIX w. na linii kolei lwowsko-czerniowiecko-suczawskiej pomiędzy stacjami Wybranówka i Chodorów.